# Droga wojewódzka 616
Die Droga wojewódzka 616 (DW 616) ist eine 49 Kilometer lange Droga wojewódzka (Woiwodschaftsstraße) in der polnischen Woiwodschaft Masowien, die Rembielin mit Ciechanów verbindet. Die Strecke liegt im Powiat Przasnyski, im Powiat Mławski und im Powiat Ciechanowski.

## Streckenverlauf
Woiwodschaft Masowien, Powiat Przasnyski
-  Rembielin (DK 57)
- Krzynowłoga Wielka
- Czaplice-Bąki
- Krzynowłoga Mała
- Rudno-Kosiły

Woiwodschaft Masowien, Powiat Mławski
- Żaboklik
- Rzęgnowo

Woiwodschaft Masowien, Powiat Ciechanowski
- Rąbież Gruduski
- Wiksin
-  Grudusk (DW 544)
- Strzelnia
- Humięcino-Klary
- Leśniewo Dolne
- Szulmierz
- Kalisz
- Niestum
- Przążewo
-  Ciechanów (DK 50, DK 60, DW 615, DW 617)